# Биатлонные гонки
На сегодняшний день существует множество разновидностей биатлонных гонок. Все они проводятся в рамках тех или иных соревнований среди различных классов участников. Шесть гонок (индивидуальная гонка, спринт, пасьют, масс-старт, эстафета и смешанная эстафета), которые проводятся в рамках Чемпионатов мира и Кубка мира, имеют чёткие, устоявшиеся правила проведения, которые закреплены в официальных документах Международного союза биатлонистов. Остальные виды биатлонных дисциплин пока ещё не проводятся на столь представительных соревнованиях, а правила их проведения не устоялись, вследствие чего они могут меняться или корректироваться.

## Проводимые в рамках Чемпионатов мира и Кубка мира
|                          | Индивидуальная гонка    | Спринт                  | Гонка преследования      | Масс-старт | Эстафета                                            | Смешанная эстафета                                  |
| ------------------------ | ----------------------- | ----------------------- | ------------------------ | ---------- | --------------------------------------------------- | --------------------------------------------------- |
| Мужчины                  | 20 км                   | 10 км                   | 12,5 км                  | 15 км      | 4×7,5 км                                            | 2×6 км + 2×7,5 км                                   |
| Женщины                  | 15 км                   | 7,5 км                  | 10 км                    | 12,5 км    | 4х6 км                                              | 2×6 км + 2×7,5 км                                   |
| Юниоры                   | 15 км                   | 10 км                   | 12,5 км                  | 12,5 км    | 4x7.5 км                                            | 2×6 км + 2×7,5 км                                   |
| Юниорки                  | 12,5 км                 | 7,5 км                  | 10 км                    | 10 км      | 3×6 км                                              | 2×6 км + 2×7,5 км                                   |
| Юноши                    | 12,5 км                 | 7,5 км                  | 10 км                    | 10 км      | 3×7,5 км                                            | 2×6 км + 2×7,5 км                                   |
| Девушки                  | 10 км                   | 6 км                    | 7,5 км                   | 7,5 км     | 3×6 км                                              | 2×6 км + 2×7,5 км                                   |
| Старт                    | инт. — от 30 с до 1 мин | инт. — от 30 с до 1 мин | инт. — по рез. СП или ИГ | общий      | общий                                               | общий                                               |
| Количество кругов        | 5                       | 3                       | 5                        | 5          | по 3                                                | по 3                                                |
| Стрельба — лёжа или стоя | Л+С+Л+С                 | Л+С                     | Л+Л+С+С                  | Л+Л+С+С    | 1 атл. — Л+С 2 атл. — Л+С 3 атл. — Л+С 4 атл. — Л+С | 1 атл. — Л+С 2 атл. — Л+С 3 атл. — Л+С 4 атл. — Л+С |
| Патроны                  | 5                       | 5                       | 5                        | 5          | 5+3                                                 | 5+3                                                 |
| Штраф                    | +1 минута               | +150 м                  | +150 м                   | +150 м     | +150 м                                              | +150 м                                              |
| Впервые на ОИ            | 1960                    | 1980                    | 2002                     | 2006       | 1968                                                | 2014                                                |
| Впервые на ЧМ            | 1958                    | 1974                    | 1997                     | 1999       | 1966                                                | 2005                                                |
| Впервые на КМ            | 1978/79                 | 1978/79                 | 1996/97                  | 1996/97    | 1978/79                                             | 2002/03                                             |

### Индивидуальная гонка
Классическая индивидуальная гонка была самой первой дисциплиной современного биатлона. На сегодняшний день она представляет собой 20-километровую гонку у мужчин и 15-километровую гонку у женщин с четырьмя огневыми рубежами. Спортсмены проходят пять примерно одинаковых по длине кругов. Они стартуют раздельно, один за другим, с интервалом от 30 секунд до 1 минуты. Первая и третья стрельба производятся из положения лёжа, вторая и четвёртая — из положения стоя. За каждый промах ко времени прохождения спортсменом дистанции прибавляется одна штрафная минута.

#### Спринт
Спринтерская гонка — это гонка с интервальным стартом на 10 км у мужчин и 7,5 км у женщин с двумя огневыми рубежами. Спортсмены проходят три примерно одинаковых по длине круга. Они стартуют раздельно, один за другим, с интервалом от 30 секунд до 1 минуты. Первая стрельба проводится из положения лёжа, вторая — стоя. За каждый промах предусмотрено прохождение спортсменом штрафного круга — дополнительного отрезка дистанции, равного 150 метрам.

#### Гонка преследования
Пасьют (другое название гонки преследования) — это гонка на 12,5 км у мужчин и на 10 км у женщин с четырьмя огневыми рубежами. Спортсмены проходят пять примерно одинаковых по длине кругов. Они стартуют раздельно, один за другим, с гандикапом, соответствующим отставанию от победителя в предыдущей квалификационной гонке — спринте, индивидуальной гонке или масс-старте. В гонке преследования могут принимать участие лучшие 60 спортсменов по итогам квалификационной гонки. Первые две стрельбы проводятся из положения лёжа, остальные две — стоя. За каждый промах предусмотрено прохождение спортсменом 150-метрового штрафного круга.

### Масс-старт
Гонка с общего старта — один из самых зрелищных видов биатлонных состязаний. Это гонка на 15 км у мужчин и 12,5 км у женщин с четырьмя огневыми рубежами. Спортсмены проходят пять примерно одинаковых по длине кругов. В масс-старте могут принимать участие лишь 30 лучших спортсменов по итогам тех или иных соревнований. Они стартуют совместно, как правило, в три ряда по десять человек. Первые две стрельбы проводятся из положения лёжа, остальные две — стоя. За каждый промах предусмотрено прохождение спортсменом штрафного круга, равного 150 метрам.

### Эстафета
Эстафетная гонка — командный вид состязаний, состоящий из четырёх (у мужчин, женщин и юниоров) или трёх (у юниорок, юношей и девушек) этапов. Первые участники команд стартуют одновременно. Каждый этап бежит отдельный спортсмен, который затем передаёт эстафету бегущему следующий этап (бегущий последний этап — финиширует). Каждый этап (в настоящее время 7,5 км у мужчин и 6 км у женщин) состоит из трёх кругов дистанции и двух огневых рубежей между ними (первый лёжа, второй стоя). При стрельбе после использования первых пяти патронов и при наличии незакрытых мишеней, спортсмену необходимо вручную дозаряжать дополнительные патроны (не более трёх на каждом рубеже). Если спортсмен не смог закрыть 5 мишеней 8 патронами, то за каждую незакрытую мишень предусмотрено прохождение спортсменом штрафного отрезка дистанции, равного 150 метрам.

### Смешанная эстафета
В этой эстафете принимают участие и мужчины, и женщины. Первый и второй этапы (по 6 км) проходят женщины, третий и четвёртый (по 7,5 км) — мужчины. В остальном правила проведения смешанной эстафеты аналогичны «классической» эстафете. Смешанная эстафета — самый молодой вид биатлонных состязаний, проводимых на международном уровне. Включена в программу Зимних Олимпийских Игр, проводимых в 2014 году в Сочи.

## Проводимые в рамках иных соревнований
|                                | Суперспринт     | Суперспринт    | Суперпасьют     | Суперпасьют          | Марафон          | Командная гонка             | Командная гонка                             | Командная гонка  | Командная гонка           |
| Квалиф.                        | Финал           | Квалиф.        | Финал           | Командный спринт     | Марафон          | Командная гонка             | Гонка патрулей                              | Патрульная гонка |                           |
| ------------------------------ | --------------- | -------------- | --------------- | -------------------- | ---------------- | --------------------------- | ------------------------------------------- | ---------------- | ------------------------- |
| Мужчины                        | 3,6 км          | 6 км           | 4,5 км          | 7,5 км               | 40 км            | 10 км                       | 20 км                                       | 25 км            | 25 км                     |
| Женщины                        | 2,4 км          | 4 км           | 3,6 км          | 6 км                 | 30 км            | 7,5 км                      | 15 км                                       | 15 км            | 20 км                     |
| Юниоры                         | 2,4 км          | 6 км           | 4,5 км          | 7,5 км               | —                | 10 км                       | —                                           | —                | 20 км                     |
| Юниорки                        | 2,4 км          | 4 км           | 3,6 км          | 6 км                 | —                | 7,5 км                      | —                                           | —                | 15 км                     |
| Юноши                          | 2,4 км          | 4 км           | —               | —                    | —                | —                           | —                                           | —                | —                         |
| Девушки                        | 2,4 км          | 4 км           | —               | —                    | —                | —                           | —                                           | —                | —                         |
| Старт — интервальный или общий | инт. — 15 сек.  | общий          | инт. — 15 сек.  | инт. — по рез. квал. | общий            | инт. — 1 мин.               | инт.                                        | инт.             | инт. — 2 или 3 мин.       |
| Количество кругов              | 3               | 5              | 3               | 5                    | 17               | 3                           | 5                                           | 1                | 3                         |
| Стрельба — лёжа или стоя       | Л+С             | л+с            | Л+С             | Л+Л+С+С              | Л+Л+Л+Л+ С+С+С+С | 1, 2 атл. — Л 3, 4 атл. — С | 1 атл. — Л 2 атл. — С 3 атл. — Л 4 атл. — С | 1-3 атлеты — Л   | 1-5 атл. — Л 1-5 атл. — С |
| Патроны                        | 5+3             | 5+3 или 5      | 5+3             | 5                    | 5                | 5                           | 5                                           | 5                | 5                         |
| Штраф                          | дисквалификация | дск или +100 м | дисквалификация | +100м                | +100 м           | +150 м                      | +150 м                                      | +1 минута        | +150 м                    |
| Впервые на ОИ                  | —               | —              | —               | —                    | —                | —                           | —                                           | —                | —                         |
| Впервые на ЧМ                  | —               | —              | —               | —                    | —                | 1989                        | —                                           | —                | —                         |
| Впервые на КМ                  | —               | —              | —               | —                    | —                | 1996/97                     | —                                           | —                | —                         |

### Суперспринт
Этот вид биатлонных состязаний состоит из двух самостоятельных стартов — квалификации и финальных соревнований, которые проводятся в один и тот же день. Квалификация напоминает спринтерскую гонку: спортсмены стартуют с интервалом в 15 секунд, проходят дистанцию 3,6 км у мужчин (2,4 км у женщин), состоящую из трёх кругов, стреляют дважды (сначала лёжа, затем стоя). Для каждой стрельбы у спортсмена есть обойма с 5 патронами и 3 дополнительных патрона. Если биатлонист, истратив дополнительные патроны, не закроет все мишени, то его дисквалифицируют и не допускают к финальным состязаниям. 30 лучших спортсменов по результатам квалификации допускаются к финальным соревнованиям, которые похожи на масс-старт. Спортсмены стартуют с общего старта по 3 человека в ряд. Длина дистанции — 6 км у мужчин и 4 км у женщин. Всего спортсмены проходят пять кругов и четыре раза заглядывают на стрельбище, где проводят сначала две стрельбы лёжа, а затем две стрельбы стоя. Как и в квалификации, для каждой стрельбы у спортсмена есть обойма с 5 патронами и 3 дополнительных патрона. Если биатлонист, истратив дополнительные патроны, не закроет все мишени, то его также дисквалифицируют. В рамках Чемпионата России по биатлону правила стрельбы в финале суперспринта немного отличаются от правил, установленных Международным союзом биатлонистов: у спортсмена имеется только 5 патронов на каждой стрельбе, а за каждую незакрытую мишень он проходит штрафной круг, равный 100 метрам. Победителем суперспринта считается тот биатлонист который первым приедет на финиш в финальных соревнованиях.

### Суперпасьют
Как и суперспринт, этот вид биатлонных состязаний состоит из двух самостоятельных стартов — квалификации и финальных соревнований, которые проводятся в один и тот же день. Квалификация напоминает классическую спринтерскую гонку: спортсмены стартуют раздельно, проходят дистанцию 4,5 км у мужчин (3,6 км у женщин), стреляют дважды (сначала лёжа, затем стоя). Для каждой стрельбы у спортсмена есть обойма с 5 патронами и 3 дополнительных патрона. Если биатлонист, истратив дополнительные патроны, не закроет все мишени, то его дисквалифицируют и не допускают к финальным состязаниям. По результатам квалификации формируется стартовый список участников финальных соревнований, которые похожи на классическую гонку преследования. Спортсмены стартуют в соответствии с результатами квалификации с тем отставанием, которое у них было. Длина дистанции — 7,5 км у мужчин и 6 км у женщин. Спортсмены проходят пять кругов и четыре раза заглядывают на стрельбище, где проводят сначала две стрельбы лёжа, а затем две стрельбы стоя. Для каждой стрельбы у спортсмена есть только 5 патронов. За каждый промах предусмотрено прохождение штрафного круга, который составляет 100 метров. Победителем суперпасьюта считается тот биатлонист, который первым приедет на финиш в финальных соревнованиях.

### Марафон
Марафон (также супермарафон) — гонка на 40 км у мужчин и 30 км у женщин с восемью огневыми рубежами. На сегодняшний день единых правил проведения этой гонки пока нет. Так, на различных соревнованиях дистанция гонки может меняться. Марафон проводится с общего старта, первые четыре стрельбы проводятся из положения лёжа, остальные четыре — из положения стоя. По прохождении первого круга стрельбу ведут первые 30 биатлонистов согласно старт-листу, остальные продолжают гонку. По прохождении второго круга стрельбу ведут оставшиеся биатлонисты, а, стрелявшие на первом круге, продолжают гонку. Данный цикл повторяется на протяжении всей гонки: первые 30 спортсменов старт-листа стреляют при прохождении нечётных кругов дистанции, остальные — по прохождении чётных кругов. За каждый промах предусмотрено прохождение штрафного круга, равного 100 м.

### Командная гонка
Командная гонка — это гонка с интервальным стартом, где старт принимает не один биатлонист какой-либо команды, а вся команда целиком, которая состоит из четырёх человек (в патрульной гонке команда состоит из пяти человек). При прохождении трассы расстояние между первым и последним членом команды не может превышать 15 секунд или 50 метров (в зависимости от регламента соревнований). За каждый промах предусмотрено прохождение штрафного круга, равного 150 метрам, за исключением гонки патрулей, в которой к общему времени прохождения дистанции добавляется штрафная минута. Итоговое время учитывается по финишу последнего члена команды. Различают несколько видов гонки:
- командный спринт: дистанция 10 км у мужчин и 7,5 км у женщин; два огневых рубежа, на которых стреляют по два участника команды — первый рубеж лёжа, второй стоя;
- собственно командная гонка: дистанция 20 км у мужчин и 15 км у женщин; четыре огневых рубежа — на каждом из них стреляет один спортсмен;
- гонка патрулей — современный вид соревнования военных патрулей (гонки, являющейся родоначальницей биатлона). Проводится в рамках различных соревнований среди военных, где квалифицируется не как вид биатлонной гонки, а как отдельный вид соревнований, правила проведения которого согласуются с Международным союзом биатлонистов. Эта гонка с дистанцией в 25 км у мужчин и 15 км у женщин. Команда состоит из четырёх спортсменов: лидера патруля и членов патруля, последние ведут стрельбу (предусмотрена одна стрельба из положения лёжа);
- патрульная гонка — состязание, схожее с гонкой патрулей, которое проводится в рамках Чемпионата России по биатлону. Эта гонка с дистанцией в 25 км у мужчин и 20 км у женщин. Команда состоит из пяти спортсменов, которые дважды ведут стрельбу — сначала лёжа, потом стоя (причём, каждый спортсмен производит по одному выстрелу в центральную мишень своей установки).